# 仁川交通公社1000系電車
1000系電車（1000けいでんしゃ）は仁川都市鉄道1号線用の通勤形電車。

## 概要
車体長は18mで、客用扉は片側に4か所設置されている。また3mを超える車幅の車両が多い韓国の鉄道の中で、2,75m級と中型の車両となっている。電動車と付随車の構成は4M4Tである。保安装置はドイツのシーメンスが開発したLZB 700MによるATC/ATO方式。

### 1次車
仁川広域市初の地下鉄である仁川都市鉄道1号線の開業に併せ、1998年と1999年に大宇重工業で8両編成25本（200両）が製造され、1999年10月6日に営業運転を開始した。
前面デザインは、FRP製の丸みを帯びた非対称のデザインで、白色に塗装されている。「トングリ」と呼ばれる前面形状の元祖となっており、この前面デザインは、以後登場する韓国の通勤型電車に広く採用されることになる。
車体は、ビードプレスを施した軽量ステンレス製で、水色と紺色の帯が巻かれている。なお、雨どいは車体側面ではなく屋根上に収めているため、出っ張りの少ない車体となっている。
内装はオールロングシートで、世界的にも珍しい8色PDP式の車内案内表示機が設置された。ドアエンジンはスクリューモーター式となっており、開閉時の騒音を低減させている。
本グループは、大邱地下鉄放火事件の発生に伴い、座席や袖仕切り、つり革、化粧板、床材、ラインデリアなどが不燃材に交換されており、同時に車内案内表示機が液晶ディスプレイ (LCD)式に変更された。

電装品は韓国では初のIGBT-VVVF（GEC-ALSTOM製ONIX 1500シリーズ）が採用、主電動機も同社製の誘導電動機G354AV(出力200kW)が採用されたが、現在は全編成が制御装置の更新により宇進産電製のIGBT-VVVFに更新されている。

### 2次車
東幕 - 国際業務地区間の延伸開業に備えて、2007年に8両編成9本（72両）が導入された。本グループは全車両現代ロテム製である。
基本的な仕様は1次車に準じるが、前面デザインが若干変更されてKORAIL5000系新トングリをベースとしたものになり、電装品はソウルメトロ2000系電車に準じる現代ロテム製のものとなった。

### 3次車
桂陽 - 黔丹湖水公園間の延伸開業に備えて、2025年に135編成の1編成8両が導入予定。本グループはタウォンシス製となり、7号線の青羅国際都市延伸開業用車両と併せて受注した。しかし、タウォンシスの車両納期遅延の影響により、導入は開業2か月後の8月以降となる。

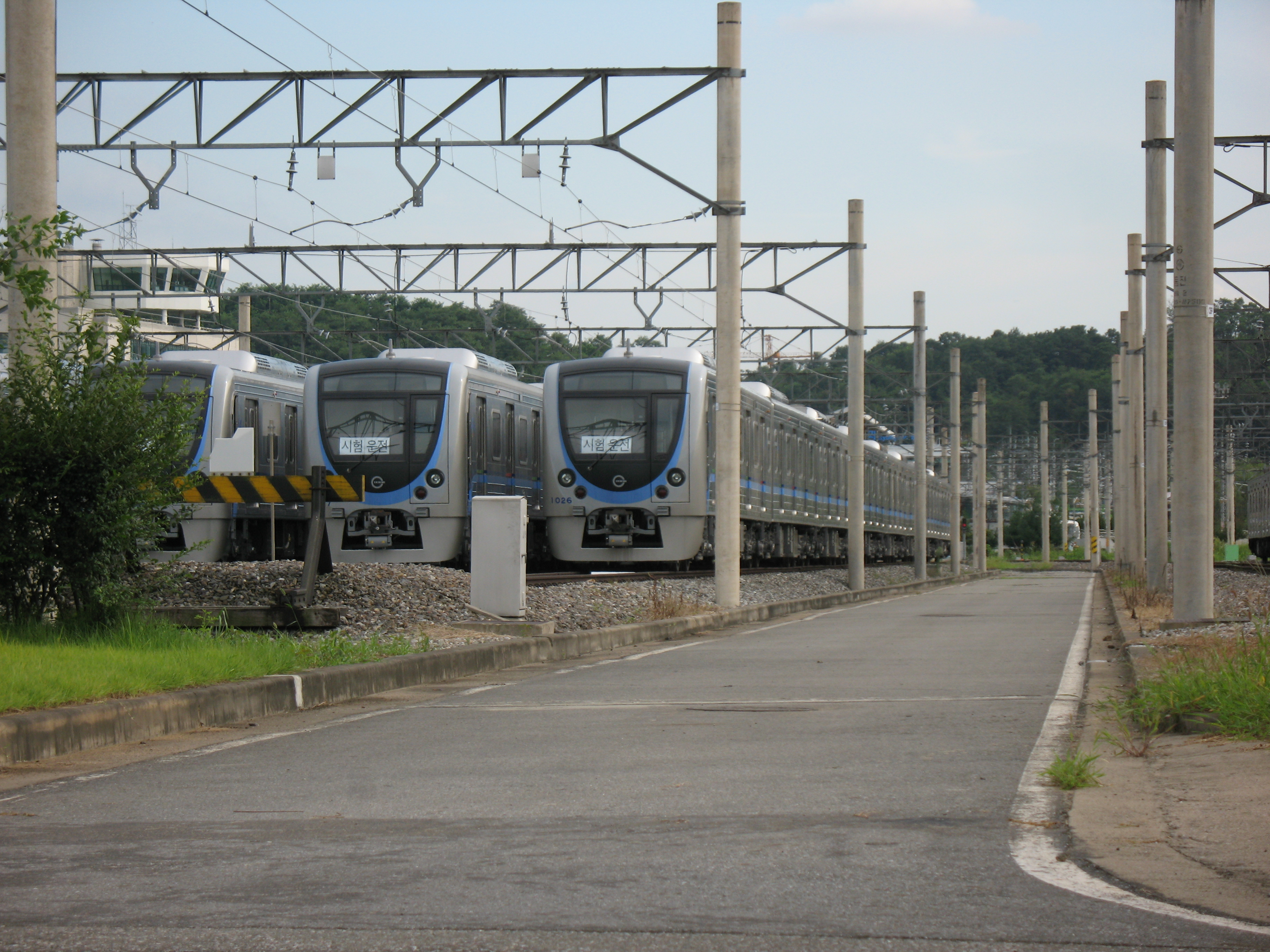
2次車

## 編成
| ← 桂陽国際業務地区 → |      |      |      |      |      |      |      |
|                      | ◇◇   | ◇◇   |      |      | ◇◇   | ◇◇   |      |
| 10XY                 | 19XY | 18XY | 15XY | 14XY | 13XY | 12XY | 11XY |
| Tc                   | M    | M    | T    | T    | M    | M    | Tc   |
| ※XYは編成番号        |      |      |      |      |      |      |      |

## 機器更新の現況
現在、全編成が更新された。
2012年：101
2013年：102
2014年：103
2015年：104
2016年：120
2017年：105
2018年：112〜116、121
2019年：106〜111、117〜119、122〜125